# Montrer ses fesses

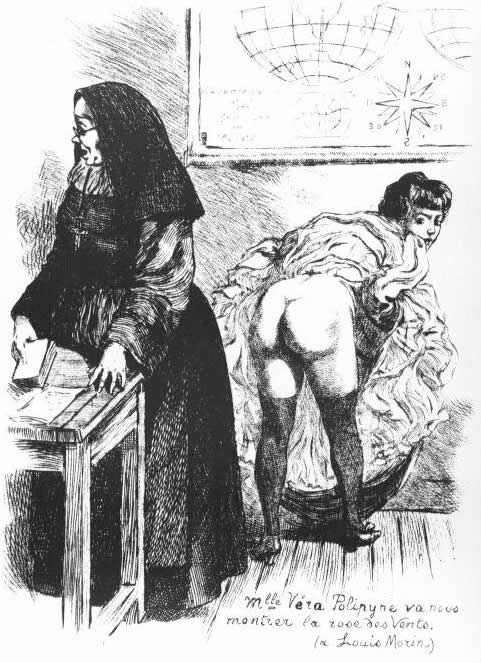
Mlle Véra Polipyne va nous montrer la rose des vents (à Louis Morin), de Martin Van Maele, La Grande Danse macabre des vifs.

Montrer ses fesses publiquement est un acte visant à marquer une protestation, à montrer un manque de respect ou à réaliser un simple défi.

## Autres appellations

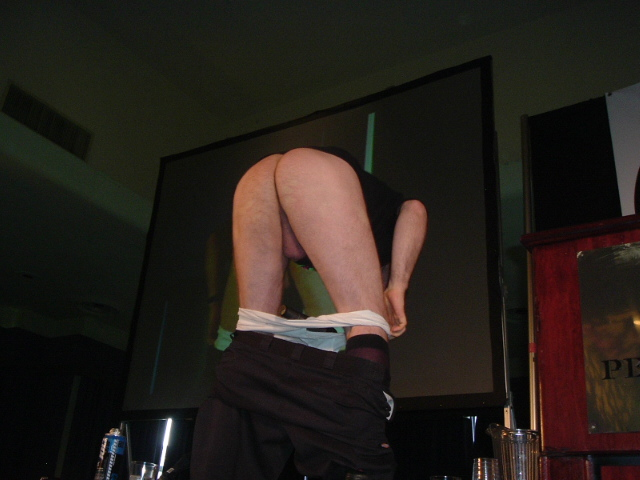
Jello Biafra montrant ses fesses lors de la conférence no 6 de Hackers on Planet Earth (2006).

En anglais, le terme utilisé pour cette pratique est le mooning. Moon (« Lune ») est fréquemment utilisé comme une métaphore pour désigner les fesses. Le verbe to moon signifie « exposer à la lumière de la Lune ».
En espagnol chilien, la pratique est connu sous l'expression cara pálida, qui signifie littéralement « visage pâle ».

## Dans l'art
À Anvers (Belgique), une sculpture de Luc Verlee représente un jeune garçon montrant ses fesses. Elle fut édifiée en 1976. Intitulée Den Deugniet (Le Garnement), elle inspira un poème à John Lundström. 

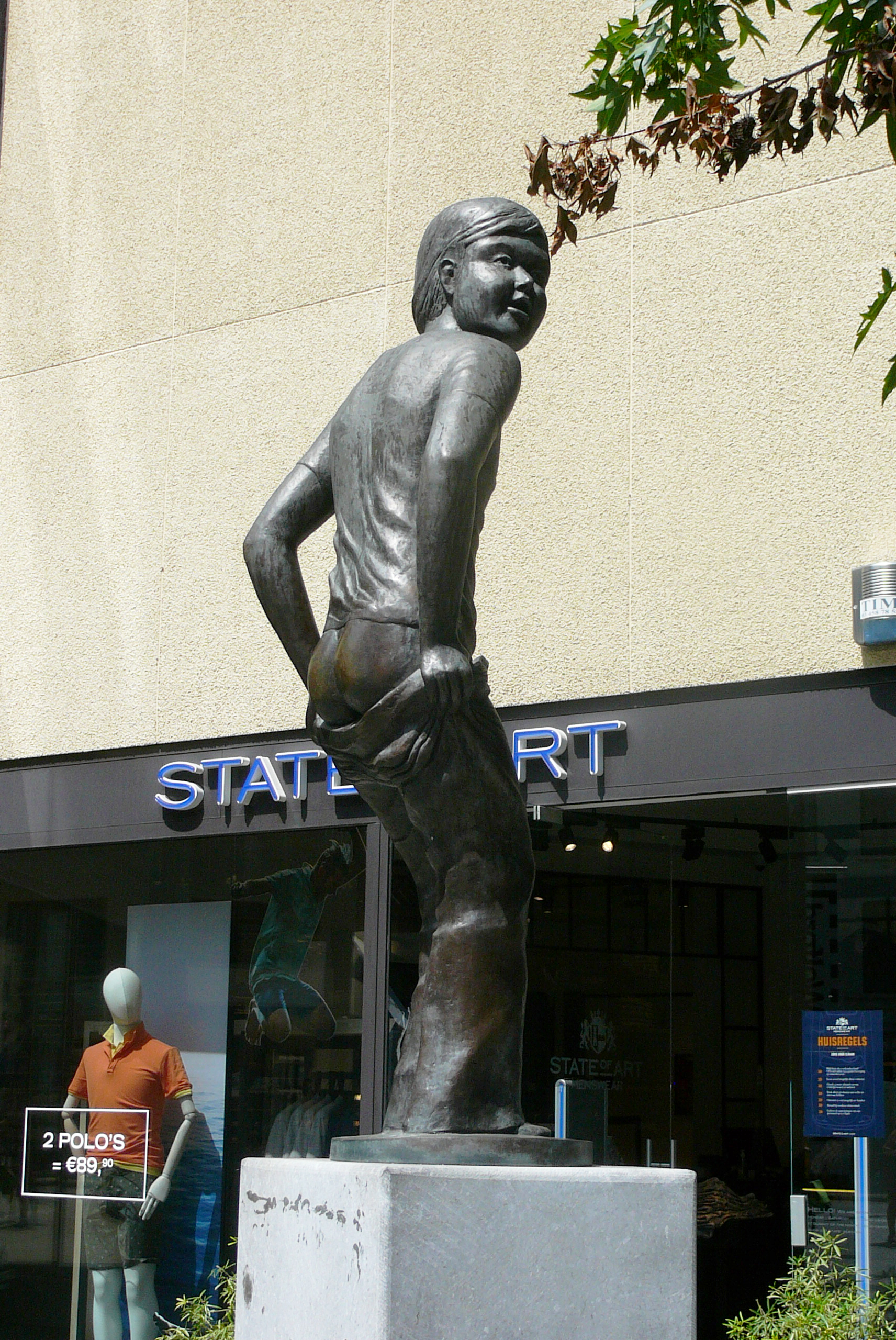
Den Deugniet à Anvers.